# Эркансола
Эркансола (мар. Ӧркансола) — деревня в Новоторъяльском районе Республики Марий Эл. Входит в состав Чуксолинского сельского поселения.

## География
Находится в северо-восточной части республики Марий Эл на расстоянии приблизительно 11 км по прямой на юго-восток от районного центра посёлка Новый Торъял.

## История
Известна с 1884 года как починок, где проживали марийцы. Насчитывалось 11 дворов, 85 жителей. В 1925 году в деревне проживали 87 человек, к 1932 году количество жителей увеличилось до 105. В 1970 году в деревне насчитывалось 69 жителей, преобладали мари. В советское время работали колхозы «Трактор» и «У вий».

## Население
Население составляло 7 человек (мари 72 %) в 2002 году, 1 в 2010.